# Sphaeromitra inepta
Sphaeromitra inepta är en tvåvingeart som beskrevs av Rohacek och Marshall 1998. Sphaeromitra inepta ingår i släktet Sphaeromitra och familjen hoppflugor.
Artens utbredningsområde är Peru. Inga underarter finns listade i Catalogue of Life.